# 圣玛丽亚-阿蒙特
圣玛丽亚-阿蒙特（義大利語：Santa Maria a Monte）是意大利托斯卡纳大区比萨省的一个市镇。总面积38.28平方公里，人口12682人，人口密度331.3人/平方公里（2009年）。ISTAT代码为050035。